# Selección de baloncesto 3×3 de Estados Unidos
La selección de baloncesto 3x3 de Estados Unidos es el combinado que representa a los Estados Unidos en las competiciones internacionales de la modalidad de baloncesto 3×3 masculino. Se proclamó campeona de la Copa Mundial de Baloncesto 3x3 de 2019.

## Medallero histórico
| Competición          | Oro | Plata | Bronce | Total |
| -------------------- | --- | ----- | ------ | ----- |
| Copa Mundial         | 1   | 2     | 0      | 2     |
| Juegos Olímpicos     | 0   | 0     | 0      | 0     |
| Juegos Panamericanos | 1   | 0     | 0      | 0     |
| Total                | 2   | 1     | 0      | 3     |